# Gruta do Aniceto Mateus
A Gruta do Aniceto Mateus é uma gruta portuguesa localizada na freguesia de Santa Luzia, concelho de São Roque do Pico, ilha do Pico, arquipélago dos Açores.
Esta cavidade apresenta uma geomorfologia de origem vulcânica em forma de tubo de lava em campo de lava.